# Tees (Alberta)
Tees est un hameau (hamlet) du Comté de Lacombe, situé dans la province canadienne d'Alberta.

## Démographie
En tant que localité désignée dans le recensement de 2011, Tees a une population de 77 habitants dans 32 de ses 34 logements, soit une variation de 1.3% par rapport à la population de 2006. Avec une superficie de 0,100 8 km2, le hameau possède une densité de population de 763,888 9 hab/km2 en 2011.
Concernant le recensement de 2006, Tees abritait 76 habitants dans 31 de ses 34 logements. Avec une superficie de 0,100 8 km2, le hameau possédait une densité de population de 754,0 hab/km2 en 2006.